# 星期五之舞男
《星期五之舞男》（英語：Friday Gigolo）是1992年香港的一部三級片，講述男妓（男性性工作者）、犯罪的故事。由葉天行導演，葉天行、李燦麟編劇，並由任達華、葉晨、 邱月清、陸劍明、葉天行、鬼塚主演。

## 角色
| 演員                        | 角色   | 備註                         |
| 任達華 （粵語配音：朱子聰） | 譚泰利 | 廣告公司攝影師，兼職舞男     |
| 葉晨                        | 阮清蘭 |                              |
| 邱月清 （粵語配音：曾慶珏） | 蘇菲   |                              |
| 陸劍明                      | 阿強   |                              |
| 葉天行 （粵語配音：張炳強） | 警察   |                              |
| 鬼塚 （粵語配音：盧雄）     | 老板   | 譚泰利於廣告公司攝影師的上司 |
| 廖啟智                      | 律師   |                              |
| 夏占士                      | 警察   |                              |
| 伍國健                      | 警察   |                              |
| 苑瓊丹 （粵語配音：曾秀清） | 工人   | 譚泰利的工人                 |

## 製作、發行和拍攝
該片因為涉及過多色情、暴力等，因此電影評級中根據《電影檢查條例》，本片列為只准18歲或以上人士觀看（III）。
上映日期為1992年11月26日。

## 外部連結
- 香港影庫上《星期五之舞男》的資料（繁體中文）
- 互联网电影数据库（IMDb）上《星期五之舞男》的资料（英文）